# Pčoliné
Pčoliné es un municipio del distrito de Snina en la región de Prešov, Eslovaquia, con una población estimada a final del año 2024 de 542 habitantes.
Se encuentra ubicado al este de la región, en el valle del río Cirocha (cuenca hidrográfica del río Tisza) y cerca de la frontera con Ucrania y Polonia.

## Demografía
| Año        | 1994 | 2004     | 2014    | 2024    |
| ---------- | ---- | -------- | ------- | ------- |
| Población  | 656  | 589      | 577     | 542     |
| Diferencia |      | −10,21 % | −2,03 % | −6,06 % |

| Año        | 2023 | 2024    |
| ---------- | ---- | ------- |
| Población  | 540  | 542     |
| Diferencia |      | +0,37 % |